# جان واين
جان واين (بالألمانية: Jan Wayne)‏ هو دي جيه ألماني، ولد في 11 يناير 1974 في هوسوم في ألمانيا.

## وصلات خارجية
- الموقع الرسمي
- جان واين على موقع ميوزك برينز (الإنجليزية)
- جان واين على موقع أول ميوزيك (الإنجليزية)
- جان واين على موقع ديسكوغز (الإنجليزية)